# Tycomarptes semyensis
Tycomarptes semyensis is een vlinder uit de familie uilen (Noctuidae). De wetenschappelijke naam van deze soort is voor het eerst geldig gepubliceerd in 1983 door Rougeot & Laporte.
De soort komt voor in tropisch Afrika.